# Spider-Man: Friend or Foe
Spider-Man: Friend or Foe (укр. Людина-Павук: Друг чи ворог) — аркада, випущена компанією Beenox Studios і видана Activision у 2007 році. У ході гри головний герой — нью-йоркський супергерой Людина-павук повинен зупинити напад інопланетних істот симбіотів.

## Опис гри
Людина-павук — в миру Пітер Паркер — знайомий кожному. Відважний захисник Нью-Йорка готовий у будь-який момент прийти на допомогу всім, кому вона необхідна. Але й самим героям іноді потрібна підтримка. Створена на основі кінотрилогії і коміксів гра Spider-Man: друг чи ворог надає унікальну можливість як поборотися проти армії лиходіїв — Доктора Октопус, Зеленого Гобліна, Венома і Піщаного людини, так і приєднатися до неї!
Беріть участь в сутичках від особи Людини-павука або інших персонажів, у тому числі і негативних. Кожен з них володіє унікальними можливостями і стилем бою. Буквально на ходу перемикаючись між Паркером і його союзниками, можна проводити унікальні комбінації витончених прийомів. Вперше за всю історію серії в ній з'явився режим спільної гри: скооперуйтеся з приятелем, щоб разом задати жару ворогам закону та справедливості!